# .ai
.ai는 앵귈라의 인터넷 국가 코드 최상위 도메인이다. 앵귈라 정부에 의해 관리된다.
off.ai, com.ai, net.ai, org.ai는 제한 없이 세계 어디에서나 등록할 수 있다. 최근까지 .ai의 2차 도메인 등록은 엥귈라 거주인과 그 지역에만 해당되었으나 공식 등록 사이트 어디에도 등록 방법이 기재되어 있지 않았다. 그러나 2006년 6월 26일에 누구나 등록할 수 있도록 변경되었다.
http://ai는 최상위 도메인만으로 구성되어 있지만 유효한 인터넷 웹 주소이다.
인공지능(artificial intelligence) 산업(AI)과 관련한 기업과 프로젝트에서 대중화되어 쓰인다.